# شبه حضري

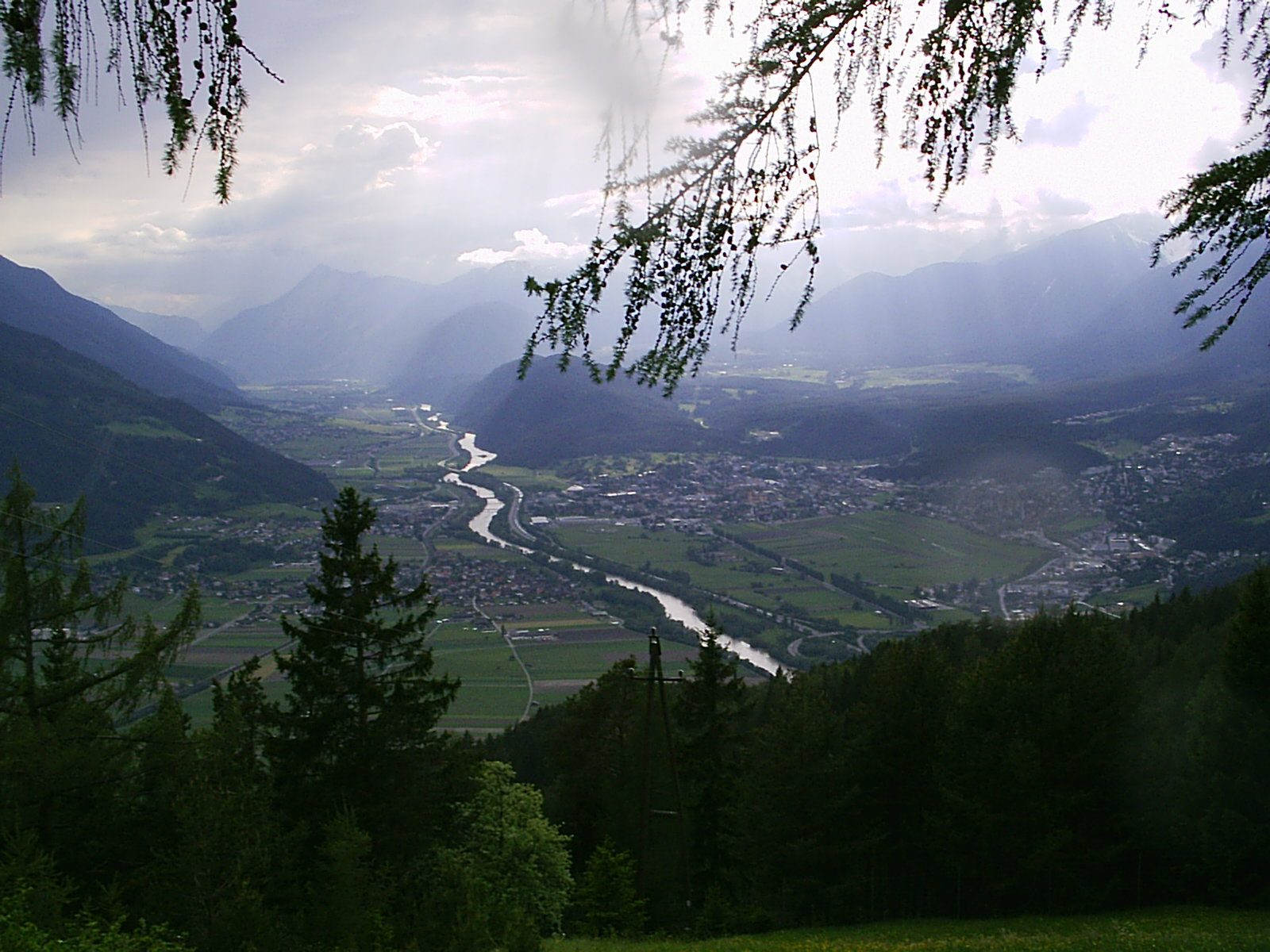
الأنهار الجبلية للبلدان الصناعية (على سبيل المثال نهر إن) غالبًا ما تكون قريبة من المدن.

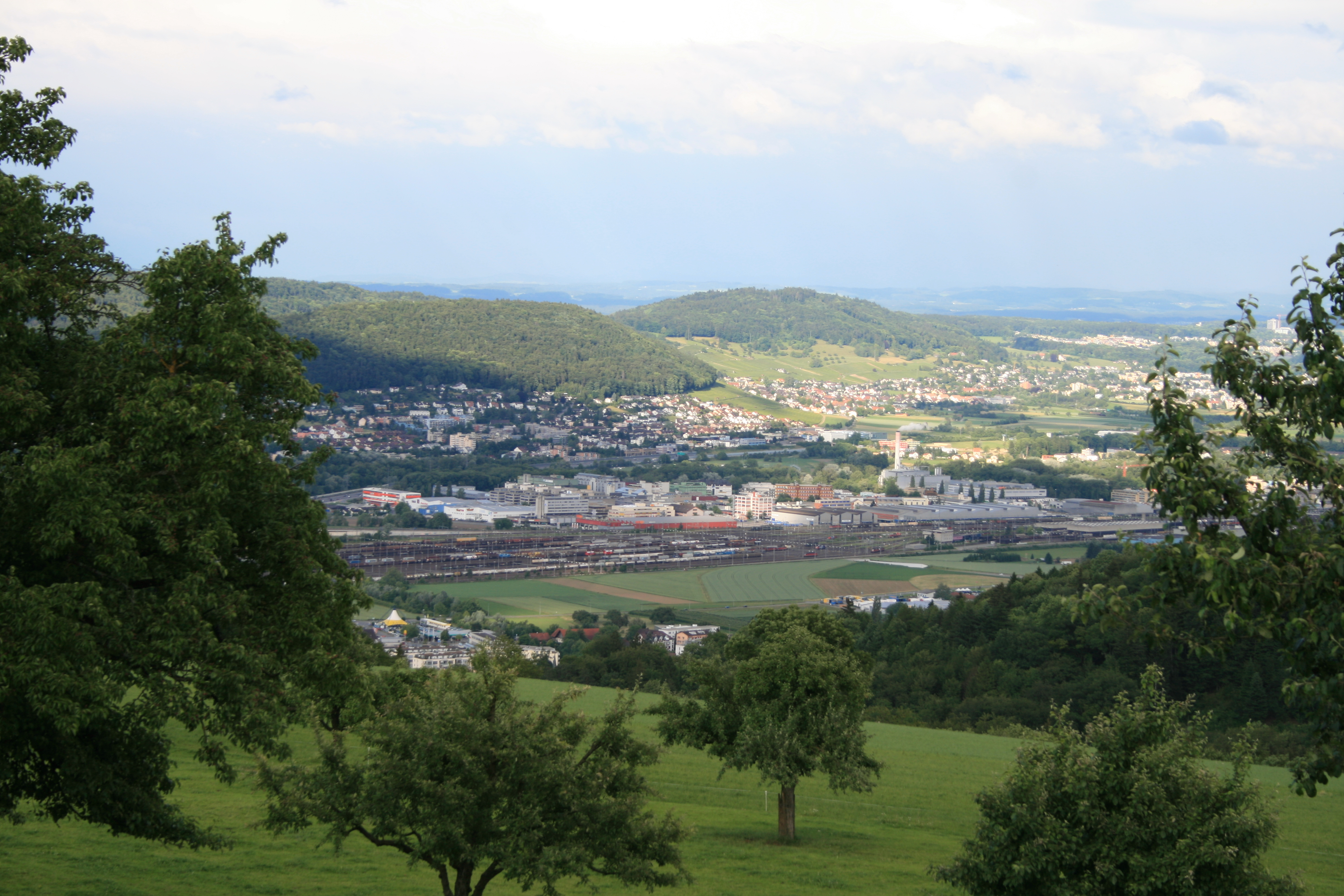
نهر ليمات السويسري حول المدن.

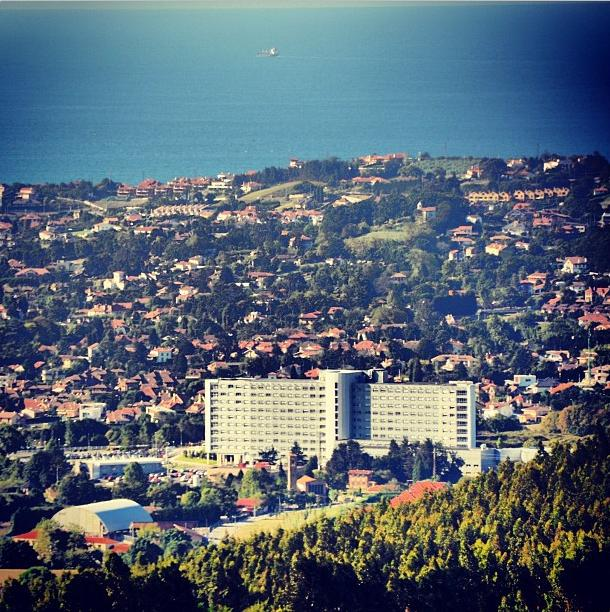
مستشفى في منطقة شبه حضرية في خيخون.

يتعلق شبه التحضر بعمليات النمو الحضري المتناثرة والمشتتة التي تخلق مناظر طبيعية مختلطة ذات خصائص حضرية وريفية مجزأة ومختلطة.

## أصل التسمية
ينشأ التعبير من الكلمة الفرنسية (périurbanisation) ("شبه الحضرية" بمعنى "حول المناطق الحضرية")، والتي يستخدمها المعهد الوطني للإحصاء والدراسات الاقتصادية  (وكالة الإحصاء الفرنسية) لوصف المساحات - بين المدينة والريف - التي تشكلت من خلال التحضر المجزأ للمناطق الريفية السابقة في الهامش الحضري، سواء من الناحية النوعية (مثل انتشار نمط الحياة الحضرية) أو الكمي (مثل المناطق السكنية الجديدة). كثيرًا ما يُنظر إليه على أنه نتيجة لما بعد الحداثة. في العلم، تم استخدام المصطلح في البداية في فرنسا وسويسرا

## التركيب والوظيفة
يتم تحديد المناطق شبه الحضرية (وتسمى أيضًا مساحة الضواحي أو الضواحي أو المناطق النائية) من خلال الهيكل الناتج عن عملية شبه التحضر. يمكن وصفه على أنها واجهة المناظر الطبيعية بين المدينة والريف،  أو أيضًا كمنطقة انتقالية حضرية - ريفية حيث تختلط الاستخدامات والوظائف الحضرية والريفية وتتعارض في كثير من الأحيان.  وبالتالي يمكن اعتباره نوعًا جديدًا من المناظر الطبيعية في حد ذاته، نوعًا مزيفًا من تفاعل استخدام الأراضي الحضرية والريفية.
يتغير تعريفه اعتمادًا على الموقع العالمي، ولكن عادةً في أوروبا حيث تتم إدارة مناطق الضواحي بشكل مكثف لمنع التمدد الحضري وحماية الأراضي الزراعية، سيتم تمييز الهامش الحضري باستخدامات معينة للأراضي التي إما ابتعدت عن قصد عن المنطقة الحضرية، أو تتطلب مساحات أكبر من الأرض.
كأمثلة:
- الطرق وخاصة الطرق السريعة والممرات الجانبية
- محطات تحويل النفايات ومرافق إعادة التدوير ومواقع دفن النفايات
- مواقع الاصطفاف والركوب
- المطارات
- المستشفيات الكبيرة
- مرافق الطاقة والمياه والصرف الصحي
- المصانع
- مرافق تسوق كبيرة خارج المدينة، مثل محلات السوبر ماركت الكبيرة
- مباني سكنية عالية الكثافة

على الرغم من هذه الاستخدامات الحضرية، يظل الهانش مفتوحا إلى حد كبير مع غالبية الأراضي للزراعة أو الغابات أو الاستخدامات الريفية الأخرى. ومع ذلك، فإن نوعية المعيشة في الريف حول المناطق الحضرية تميل إلى أن تكون منخفضة مع وجود فواصل بين مناطق الأراضي المفتوحة والأراضي الحرجية التي تتم صيانتها بشكل سيئ مع المرافق الحضرية المتناثرة.
بصرف النظر عن التعريف الهيكلي الذي يهيمن على الأدب الناطق باللغة الإنجليزية، يستخدم المفهوم أحيانًا لملء الفجوة بين الضواحي والتواجد خارج المدن، وبالتالي يرتبط أيضًا بحركة الناس في المجال. ومع ذلك، في هذه الحالة، يُنظر إلى شبه التحضر على أنه توسع في الروابط الوظيفية بين الريف والحضر، مثل التنقل.

## روابط خارجية
- Astrade، Laurent؛ Lutoff، Céline؛ Nedjai، Rachid؛ Philippe، Céline؛ Loison، Delphine؛ Bottollier-Depois، Sandrine (2007). "Periurbanisation and natural hazards". Revue de géographie alpine. ج. 95 ع. 2: 19–28. DOI:10.4000/rga.132. مؤرشف من الأصل في 2023-01-23.
- Zasada، Ingo؛ Fertner، Christian؛ Piorr، Annette؛ Nielsen، Thomas Sick (2011). "Peri-urbanisation and multifunctional adaptation of agriculture around Copenhagen" (PDF). Danish Journal of Geography. ج. 111 ع. 1: 59–72. DOI:10.1080/00167223.2011.10669522. مؤرشف من الأصل (PDF) في 2011-07-19.
- Anne Lambert 2011: The (mis)measurement of periurbanization. In: Metropolitics, 11 May 2011. URL: http://www.metropolitiques.eu